# Cimatella
La Cimatella est un sommet montagneux du massif du Rotondo (Ritondu en corse), en Corse. Il s'élève à 2 100 mètres d'altitude, dominant les vallées du Liamone (dans le canton des Deux-Sorru) et de la vallée du Tavignano (dans le Talcini).

## Géographie
Situé sur la chaîne centrale délimitant Cismonte et Pumonte, à cheval sur les communes de Corte, de Letia et de Soccia, il constitue un point de vue intéressant sur le lac de Nino, la vallée de Camputile, du Niolo ou du Liamone.
Il permet également de voir une grande partie du massif du Cintu et du Ritondu.
La Cimatella est un sommet voisin de la Punta Artica de l'autre côté de la vallée du Tavignano

## Randonnée
L'accès est aisé à partir de Soccia, en prenant le sentier vers le lac de Creno, puis bifurquant au nord-ouest vers le Favarone (1 633 m) qui est un plateau au-dessus du village. Suivre ensuite la crête de Sambucu pour atteindre la Cimatella.
On peut également accéder à la Cimatella par Bucca d'Acqua Ciarnente (au sud-est) et Bucca A Reta (au nord-ouest)